# Teneur
Teneur ist eine französische Gemeinde mit 262 Einwohnern (Stand 1. Januar 2022) im Arrondissement Arras des Départements Pas-de-Calais. Sie liegt im Kanton Saint-Pol-sur-Ternoise und ist Mitglied des Kommunalverbandes Ternois.
| Crépy         | Équirre | Bergueneuse |
|               | Kompass | Anvin       |
| Tilly-Capelle | Érin    | Fleury      |

## Sehenswürdigkeiten

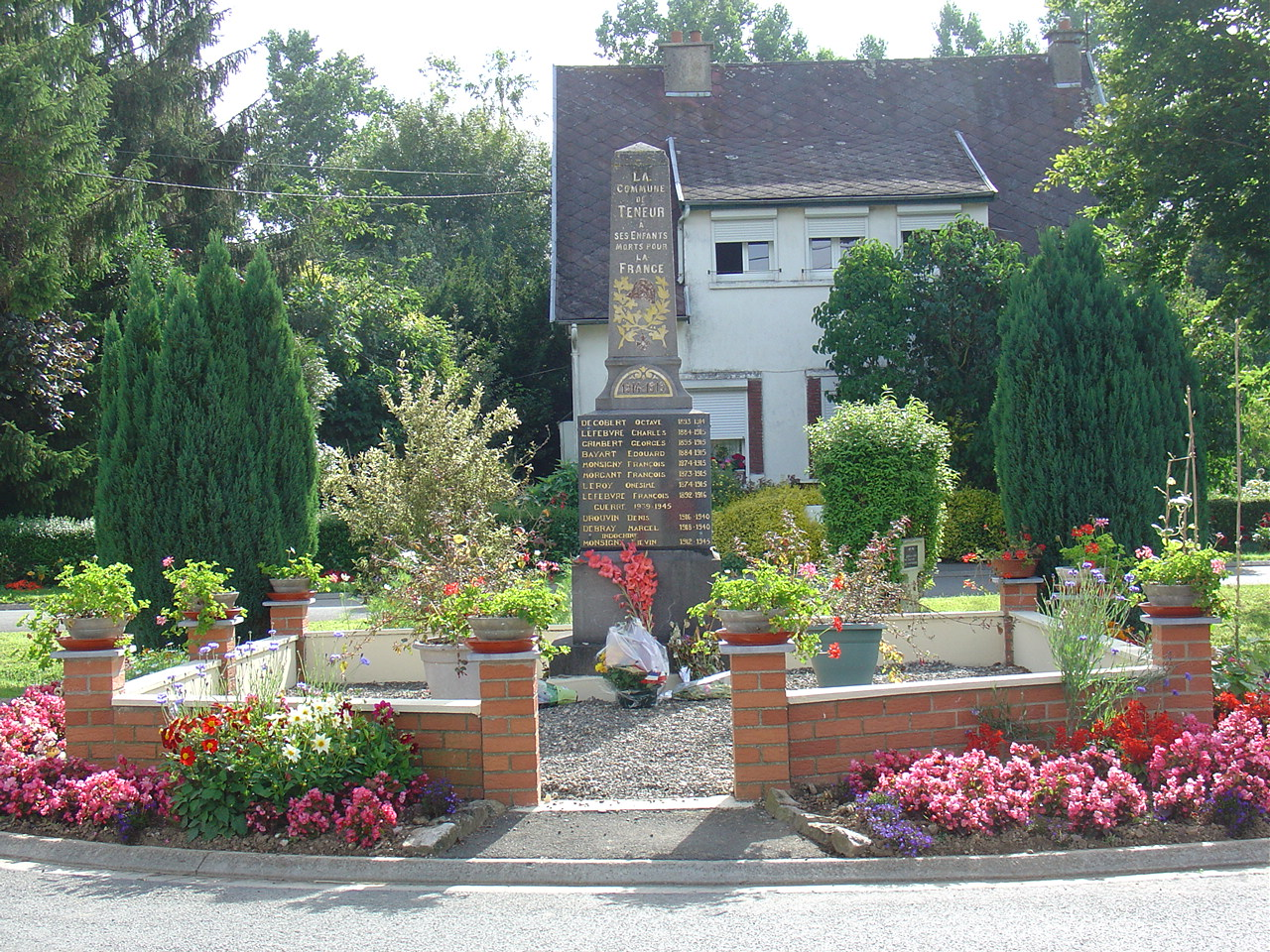
Kriegerdenkmal
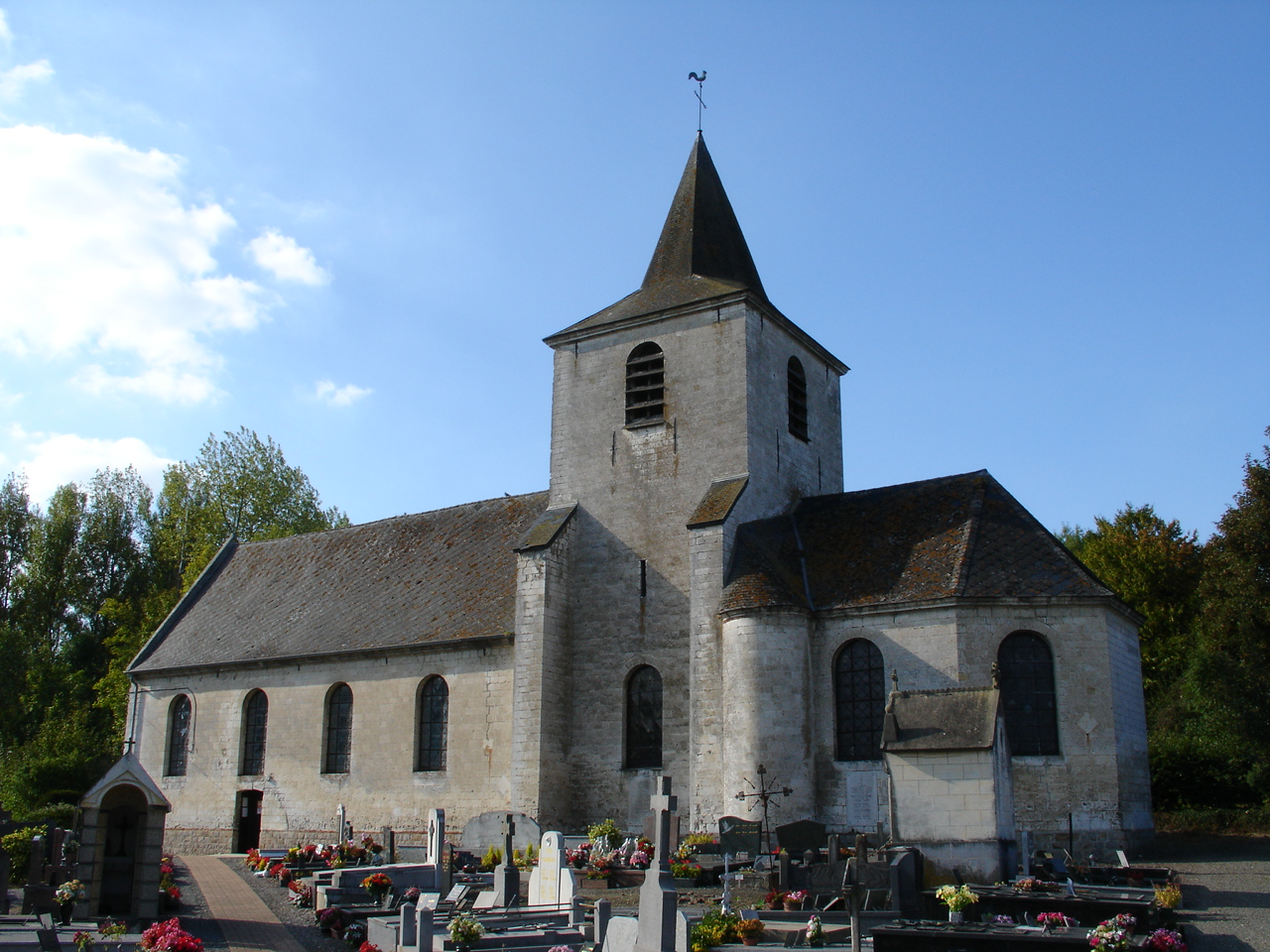
Kirche Saint-Germain